# コーエーファンクラブ
my GAMECITY プレミアムは、コーエーの運営する有料会員制システムで、入会する事で各種特典がある。2012年12月19日まではコーエーファンクラブの名称であった。

## 概要
入会にはGAMECITY市民登録をした後、入会金1080円（税込み）及び年会費1080円（税込み）を支払う必要がある。ただし入会金についてはキャンペーン期間中などは不要になることもある。支払い方法はクレジットカードや郵便振替、WebMoney、コンビニ決済などが選択可能になっている。会員期限は1年間で、期限中の退会も可能だが、その場合も会費などは戻ってこない。2年目以降は年会費のみの支払いで継続可能で、期限が切れた後は3ヶ月経過するまでは継続手続きができるが、会員期限は切れた時点に遡って1年間となる。期限が切れて3ヶ月以上経過の場合は入会金が再度必要となる。

## 主な特典
- GAMECITYオンラインショッピングでの10％ポイント還元、会員優待価格販売、新作ソフト予約特典
ポイントは1000ポイント以上貯まらないと（＝10000円以上）使えない。
- ユーザーズページでの専用コンテンツサービスの利用
該当ソフト毎のユーザー登録とファンクラブ入会両方が必要である。
- GAMECITY掲示板（オフィシャル掲示板）への書き込み
閲覧自体は市民登録をしなくても（→入会しなくても）誰でも可能。
- ネオロマンスイベント等のチケット優先販売
- イベントへの招待
- ゲームソフト先行ダウンロード